# Fanny Azzuro
Fanny Azzuro, née le 10 mai 1986 à Avignon, est une pianiste française.

## Biographie
Fanny Azzuro commence à étudier le piano à Saint-Rémy-de-Provence avec Jean-Pierre Lecaudey puis José Arrué. Elle continue sa formation à la Cité des Arts de Montpellier avec Mireille Michaud et Suzan Campbell, puis avec Théodore Paraskivesco, Laurent Cabasso et Denis Pascal au Conservatoire National Supérieur de Musique de Paris. Elle obtient alors sa licence et son master de piano et musique de chambre. En 2011, elle s’inscrit à l’Académie Sibellus d'Helsinki, afin de travailler avec Tuija Hakkila. Elle intègre ensuite la classe de perfectionnement de Boris Petrushansky à l’Académie Internationale Pianistique “Incontri col Maestro” à Imola, en Italie.
Le monde sonore qui naît sous les doigts de cette Artiste Yamaha s’est nourri de rencontres et de périples lointains, suscitant des émotions recueillies de Djibouti au Brésil en passant par l’Asie et le Carnegie Hall de New York. Depuis, elle transcrit ses carnets de voyages sur scène : ce sont tantôt les teintes éclatantes, tantôt feutrées des pages de Ravel, Debussy et Albéniz, trois grands “voyageurs” réunis dans le disque 1905 Impressions. Fascinée tout autant par le répertoire slave, elle en approfondit les sortilèges dans plusieurs albums : Russian Impulse, puis l’exploration des territoires sans fin, ceux des Préludes de Rachmaninov dans le disque intitulé The Landscapes of the Soul,,. D’autres préludes de Chopin et de Scriabine se répondent dans son tout dernier enregistrement Golden Dreams,,.
Elle se produit régulièrement à l’échelle nationale, notamment à La Folle Journée de Nantes et au Festival International de Piano de La Roque-d’Anthéron. En 2019, elle fait une tournée aux Etats-Unis.

## Musique de chambre
Fanny Azzuro a joué avec des solistes tels qu’Ophélie Gaillard, Pierre Génisson, Solenne Païdassi, David Haroutunian, Kristi Gjezi, Deborah Nemtanu, Hervé Joulain. Elle a partagé la scène avec son frère, Pierre Azzuro, cor solo au Deutsche Oper Berlin et au Bayreuther Festspielorchester, Emmanuelle Bertrand, Pascal Moraguès, André Cazalet, Emmanuel Rossfelder, Richard Galliano, Tigran Hamasyan, Hervé Sellin. Elle a été membre du SpiriTango Quartet pendant 10 ans. Elle a également joué avec de nombreux quatuors à cordes : le Quatuor Voce, le Quatuor Van Kuijk, le Quatuor Hermès, le Quatuor Girard, le Quatuor Talich, le Quatuor Hanson et le Quatuor Tchalik.

## Discographie
- 2014 : Russian Impulse – Sergueï Prokofiev, Sergueï Rachmaninov (Paraty)[14]
- 2017 : 1905 Impressions – Maurice Ravel, Claude Debussy, Isaac Albéniz (Paraty)[15]
- 2021 : The Landscapes of the Soul – Sergueï Rachmaninov (Rubicon)[16]
- 2024 : Golden Dreams – Frédéric Chopin et Alexandre Scriabine (Naïve)
- 2025 : Rhapsody in Blue – Gershwin (Naïve)

## Prix et distinctions
- World Piano Competition à Cincinnati en 2009 (World medalist, 4e prix)[2]
- Piano Campus en 2009 (Prix d’interprétation contemporaine)
- Washington International Piano Competition en 2009 (demi-finaliste)
- Concours de piano Vulaines-sur-Seine en 2008 (1er prix)
- Concours Lalla Meryem à Rabat en 2012 (Prix d’interprétation contemporaine et Prix Chopin)
- Yamaha Artist depuis 2014

## Critiques et interviews
- Sophie Bourdais, « “Golden Dreams” de Fanny Azzuro : songes dorés et notes colorées », Télérama, 16 février 2025 ()
- Mario-Felix Vogt, « Fanny Azzuro, Clarté mit russischer Leidenschaft », Rondo, 15–26 février 2025 ()
- Emmanuelle Giuliani, « Les “rêves dorés” de la pianiste Fanny Azzuro », La Croix, 11 décembre 2024 ()
- Pierre Michel, « Fanny Azzuro, une marathonienne des préludes à Cortot », Bachtrack, 14 novembre 2024 ()
- Claire Chazal, « Passage des arts », France 2, 16 janvier 2022 ()
- Mohamed Kaci, « 64’ Grand angle », TV5 Monde, 25 décembre 2021 ()
- Pierre Gervasoni, « Sélection albums : Fanny Azzuro, Hubert-Félix Thiéfaine, BRNS, Karen Paris, Sanseverino, Quantic & Nidia Gongora, Andy Emler MegaOctet », Le Monde, 22 octobre 2021 ()